# World of Glass
World of Glass – trzeci album studyjny norweskiej grupy gothic metalowej Tristania. Jest to pierwszy album Tristanii bez udziału usuniętego wcześniej z zespołu Mortena Velanda.

## Lista utworów
1. "The Shining Path" – 6:46
2. "Wormwood" – 5:56
3. "Tender Trip on Earth" – 5:18
4. "Lost" – 6:03
5. "Deadlocked" – 5:56
6. "Selling Out" – 6:19
7. "Hatred Grows" – 6:20
8. "World of Glass" – 5:26
9. "The Modern End" – 4:45 (cover Seigmen)
10. "Crushed Dreams" – 7:41

## Twórcy
- Vibeke Stene – śpiew
- Østen Bergøy – śpiew
- Anders Høyvik Hidle – gitara
- Rune Østerhus – gitara basowa
- Einar Moen – instrumenty klawiszowe
- Kenneth Olsson – perkusja

### Gościnnie
- Ronny Thorsen (Trail of Tears) – growl